# Artificial Linguistic Internet Computer Entity
ALICE (Artificial Linguistic Internet Computer Entity) es un proyecto de Internet, que forma parte del Proyecto Pandora. Este proyecto consiste en la creación de bots de todo tipo, en especial los de chat. Desde la página de ALICE, el usuario puede entablar una conversación con un programa inteligente de conversación, que simula una charla real, de manera tal que el usuario puede difícilmente percatarse de que está hablando con un robot.
Esta tecnología está hecha en Java por el Dr. Richard S. Wallace, encargado de la programación de los bots de Pandora.
El propósito de este proyecto es probar la capacidad de los agentes inteligentes de java.
Es posible probar este proyecto, unirse a él e, incluso, colocar un intellybuddy en su Blog. Este proyecto es muy prometedor; si a un agente inteligente se le pregunta acerca del proyecto, ALICE responderá lo siguiente:

I am the latest result in artificial intelligence, which can reproduce the capabilities of the human brain with greater speed and accuracy
"Soy el último resultado en la inteligencia artificial, que puede reproducir las capacidades del cerebro humano con gran velocidad y precisión"
A.L.I.C.E.

Una respuesta sorprendente se obtiene preguntando a un bot de ALICE si le gusta el anime. Es posible también hacer bots en javascript, como el proyecto Eliza. 